# Otto Kienzle (Ingenieur)
Otto Helmut Kienzle (* 12. Oktober 1893 in Baiersbronn; † 14. Oktober 1969 in Prag) war ein deutscher Ingenieur, Fertigungsplaner und Hochschullehrer.

## Leben
Otto Kienzle besuchte die Grundschule in Baiersbronn, ging dann im Herbst 1902 an die Lateinschule im nahegelegenen Freudenstadt und wechselte danach auf das „Königliche Realgymnasium“ (heute „Dillmann-Gymnasium“) in Stuttgart, wo er 1911 das Abitur ablegte. Im Wintersemester 1912–1913 begann er sein Studium an der Technischen Hochschulen Stuttgart und wurde Mitglied der Studentenverbindung Akademische Gesellschaft Sonderbund. Ab dem Wintersemester 1914–1915 setzte er sein Studium an der Technischen Hochschule Berlin fort und promovierte dort 1921 mit einer Arbeit über Passungssysteme bei Georg Schlesinger und Otto Kammerer.
Nach mehrjähriger Industrietätigkeit gründete Kienzle 1930 in Berlin zusammen mit dem Fertigungsplaner Richard Koch das Ingenieurbüro „Koch und Kienzle“. 1934 wurde er als Nachfolger von Georg Schlesinger auf den Lehrstuhl für Betriebswissenschaften und Werkzeugmaschinen der Technischen Hochschule Berlin berufen. Neben der Forschung und Lehre war Kienzle seit 1934 Herausgeber der Zeitschrift „Werkstattstechnik“. Außerdem saß er seit 1930 im Deutschen Normenausschuss (DNA) dem Ausschuss „Passungen“ vor und war gleichzeitig deutscher Delegierter des Internationalen Normenverbandes (ISA). 1936 wurde er Vorsitzender des ISA-Komitees Werkzeugmaschinen.
Am 2. November 1937 beantragte er die Aufnahme in die NSDAP und wurde rückwirkend zum 1. Mai desselben Jahres aufgenommen (Mitgliedsnummer 5.854.033). Während des Zweiten Weltkriegs arbeitete Kienzle beim Heereswaffenamt (HWA) in Berlin, wo er für die Entwicklung und Beschaffung von Werkzeugen und Lehren verantwortlich war. 1947 wurde er mit der Vertretung des Lehrstuhls für Werkzeugmaschinen der Technischen Hochschule Hannover beauftragt und 1949 auf diesen berufen. Dort wandte er sich der Umformtechnik einzelner Werkstücke zu und errichtete die Forschungsstelle Gesenkschmieden und Blechbearbeitung. Nach seiner Emeritierung 1961 zog Kienzle nach Stuttgart um. In den folgenden Jahren veröffentlichte er verschiedene Fachwerke und war in nationalen und internationalen ingenieurwissenschaftlichen Organisationen tätig. Er starb 1969 während einer Tagung in Prag. Kienzle war Mitglied des Vereins Deutscher Ingenieure (VDI) und in dessen wissenschaftlichen Beirat aktiv.
Unter anderem entwickelte Kienzle das bis heute verwendete Modell der Spezifischen Schnittkraft zur Berechnung von Schnittkräften der Zerspanungstechnik.
Zum Gedenken an Otto Kienzle stiftete die von ihm mitbegründete „Hochschulgruppe Fertigungstechnik“ 1970 die Otto-Kienzle-Gedenkmünze.

## Familie
Otto Kienzle war der Sohn von Ernst Otto Kienzle (1859–1945), Oberforstmeister in Baiersbronn, und von Bertha Friederike Palm (1872–1948), Tochter des Apothekers Gustav Palm in Neuenbürg und der Caroline Rau. Seit 1919 war Otto Kienzle verheiratet mit Charlotte, Tochter des Prokuristen Jakob Bernhardt in Schorndorf und der Frida Müller. Mit seiner Ehefrau hatte Kienzle einen Sohn, Werner Kienzle (* 1924). Über seinen Vater war Otto Kienzle mit dem deutschen Uhrenfabrikanten Jakob Kienzle verwandt.

## Auszeichnungen
- 1958: Mitglied der Braunschweigischen Wissenschaftlichen Gesellschaft
- 1958: VDI-Ehrenzeichen[7]
- 1965: Ehrendoktorat der Technischen Hochschule Wien[10]